# Columbina
Columbina – rodzaj ptaków z podrodziny siniaczków (Claravinae) w rodzinie gołębiowatych (Columbidae).

## Zasięg występowania
Rodzaj obejmuje gatunki występujące w Ameryce.

## Morfologia
Długość ciała 14–22 cm; masa ciała 22–59 g.

## Systematyka

### Etymologia
- Columbina: łac. columbina „gołąbeczek, mały gołąb”, zdrobnienie od columba „gołąb”[14].
- Columbigallina: łac. columba „gołąb”; gallina „kura”[15]. Gatunek typowy: Columba passerina Linnaeus, 1758.
- Chaemepelia: gr. χαμαι khamai „na ziemi”; πελεια peleia „gołąb”[16]. Gatunek typowy: Columba passerina Linnaeus, 1758.
- Talpacotia: epitet gatunkowy Columba talpacoti Temminck, 1811; nazwa Tlapalcocotli oznaczająca w nahuatl „typ gołębia” (tlapalli „czerwony”; cocotli „gołąb”)[17]. Gatunek typowy: Columba talpacoti Temminck, 1811.
- Columbula: łac. columbula „gołąbeczek, mały gołąb”, zdrobnienie od columba „gołąb”[18]. Gatunek typowy: Columba picui Temminck, 1813.
- Pyrgitoenas: gr. πυργιτης purgitēs „wróbel” (tj. mały); οινας oinas, οιναδος oinados „gołąb”[19]. Gatunek typowy: Columba passerina Linnaeus, 1758.
- Leptopelia: gr. λεπτος leptos „delikatny, smukły”; πελεια peleia „gołąb”[20]. Nowa nazwa dla Talpacotia, ze względu na puryzm.
- Oxypelia: gr. οξυς oxus „ostry, spiczasty”; πελεια peleia „gołąb”[21]. Gatunek typowy: Peristera cyanopis Pelzeln, 1870.
- Eupelia: gr. ευ eu „dobry”; πελεια peleia „gołąb”[22]. Gatunek typowy: Columba cruziana Prévost, 1842.

### Podział systematyczny
Do rodzaju należą następujące gatunki:
- Columbina picui – gołąbeczek białoskrzydły
- Columbina cruziana – gołąbeczek szarogłowy
- Columbina cyanopis – gołąbeczek rdzawy
- Columbina inca – gołąbeczek aztecki
- Columbina squammata – gołąbeczek jarzębaty
- Columbina passerina – gołąbeczek malutki
- Columbina minuta – gołąbeczek karłowaty
- Columbina buckleyi – gołąbeczek szarawy
- Columbina talpacoti – gołąbeczek cynamonowy